# خواکین چاپاپریتا
خواکین چاپاپریتا (انگلیسی: Joaquín Chapaprieta؛ ۲۶ اکتبر ۱۸۷۱ – ۱۵ اکتبر ۱۹۵۱) سیاستمدار، وکیل اهل اسپانیا بود. وی از ۲۵ سپتامبر ۱۹۳۵ تا ۱۴ دسامبر ۱۹۳۵ نخست‌وزیر این کشور بود.
خواکین چاپاپریتا در ۱۵ اکتبر ۱۹۵۱، در سن ۷۹ سالگی در مادرید درگذشت.